# Francisco Froján
Francisco Javier Froján Madero (n. Caldas de Reyes, Pontevedra, Galicia, España, 9 de octubre de 1953) es un sacerdote católico, biólogo, teólogo, profesor y escritor español.
Ordenado sacerdote en 1981 para la Archidiócesis de Santiago de Compostela.
Actualmente reside en la Ciudad del Vaticano, donde ejerce de agregado de la Sección para las Relaciones con los Estados de la Secretaria de Estado de la Santa Sede.

## Biografía
Nacido en el municipio gallego de Caldas de Reyes (Provincia de Pontevedra), el día 9 de octubre de 1953.
Fue ordenado sacerdote para la Archidiócesis de Santiago de Compostela en 1981, por el entonces cardenal-arzobispo Mons. Ángel Suquía Goicoechea.
Es Licenciado en Biología por la Universidad de Santiago de Compostela, en Estudios eclesiásticos por el Instituto Teológico Compostelano (ITC) y luego se trasladó a Italia para vivir una temporada y licenciarse en Teología dogmática por la Pontificia Universidad Gregoriana de Roma.
Después de su estancia allí regresó a España y obtuvo un Doctorado en Teología por la Universidad Pontificia de Salamanca, con una tesis titulada: El hombre del trabajo, clave esencial de la cuestión social. Antropología y ética en la encíclica “Laborem exercens”.
Tras terminar sus estudios superiores, en 1981 inició su ministerio en el episcopado compostelano como Delegado Diocesano de Pastoral Juvenil y también fue Profesor del Seminario Menor de la Asunción. Cabe destacar que fue un gran colaborador con diversos organismos de la Santa Sede, para la organización de la Jornada Mundial de la Juventud 1989 (JMJ), que se celebró en Santiago de Compostela entre los días 19 y 20 de agosto.
Ya en 1999 volvió a Roma para ser funcionario de la Secretaria de Estado de la Santa Sede, encargándose primeramente de las tareas de comunicación para el área de América Latina y de la Sección de Asuntos Generales y actualmente es agregado de la Sección para las Relaciones con los Estados.
El día 31 de octubre de 2003, el Papa Juan Pablo II le nombró con el título honorífico de "Capellán de Su Santidad", también es Caballero de la "Enxebre orde da vieira", que le fue concedida en el Centro Gallego de Madrid y en 2011 el Gobierno Español le ha otorgado la Cruz de Oficial de la Real Orden de Isabel la Católica.
Durante estos años ha escrito diversos libros de ámbito religioso, basados precisamente en escritos de Juan Pablo II y cuya primera publicación fue "Árboles en los jardines del Vaticano" que la presentó en su localidad natal en el 2002. También desde hace tiempo se dedica a impartir numerosas conferencias.
Hay numerosos rumores de que Francisco Froján, rechazó en 2010 ser el nuevo Obispo auxiliar de Santiago de Compostela.
Cabe destacar que en 2014 fue el creador de la aplicación móvil llamada "FameZero", lanzada por la Santa Sede y coordinada por Cáritas, que se encargará de vigilar la correcta repartición de los alimentos recolectados para disminuir el número de personas más desfavorecidas que están pasando hambre.

## Obras
- Árboles en los jardines del Vaticano, 2002
- Juan Pablo II: Antropología y ética, 2003
- El "hombre del trabajo" clave esencial de la cuestión social : antropología y ética en la encíclica "laborem exercens", (2004)

## Condecoraciones
| Distinción                                             | Otorgado por             |
| ------------------------------------------------------ | ------------------------ |
| Capellán de Su Santidad                                | Juan Pablo II            |
| Caballero de la Enxebre orde da vieira                 | Centro Gallego de Madrid |
| Cruz de Oficial de la Real Orden de Isabel la Católica | Juan Carlos I de España  |